# Hír TV
Hír TV – węgierski kanał telewizyjny o charakterze informacyjnym. Został uruchomiony w 2003 roku jako pierwsza stacja informacyjna w kraju.